# 格罗希奇·久洛
格罗希奇·久洛（匈牙利語：Grosics Gyula，1926年2月4日—2014年6月13日），匈牙利男子足球运动员，司职守门员。他曾代表匈牙利参加1952年夏季奥林匹克运动会足球比赛，获得一枚金牌。他为匈牙利国家足球队出场86次，是20世纪50年代"黄金一代"的一员。他被认为是有史以来最伟大的门将之一，他被认为是第一个以清道夫身份出场的门将。格罗希奇的绰号是”黑豹“，因为他在比赛时穿着黑色的球服。

## 早年生活
格罗希奇1926年2月4日出生在匈牙利的多罗格。在成长过程中，他的母亲鼓励他成为一名牧师。相反，格罗希奇在多罗格开始了他的职业足球生涯，1943年为多罗格队效力。二战期间，他曾短暂地为轴心国作战，并被美军俘虏。

## 职业生涯
1947年，格罗希奇在匈牙利国家队中首次亮相。在相当矮的格罗希奇的带领下，球队在1948年开始了不败纪录，并一直持续到1954年的世界杯。1949年，他试图叛逃并被抓获。他被特工部门指控为间谍和叛国，并被软禁。由于缺乏证据，这些指控最终被撤销，但格罗希奇被禁止进入国家队两年。然而，一年后他又回到了国家队。他还在1950年加入了布达佩斯捍卫者俱乐部。
1952年，格罗希奇带领球队获得了奥运会金牌。1953年，匈牙利在一场被称为"世纪之战"的比赛中击败了英格兰。匈牙利以6-3获胜，成为英伦三岛以外第一支在主场击败英格兰的球队。他被选为1954年世界杯全明星队的守门员。
匈牙利以四年不败的战绩并作为最大的热门球队进入1954年世界杯。然而，球队在决赛中以3比2输给了西德队。格罗希奇被选为比赛的门将。到1954年，匈牙利在格罗希奇的带领下取得了42场胜利，7场平局，只有那一场失败。在1956年匈牙利革命期间，格罗希奇和他的家人逃离了这个国家并试图开始新的生活。然而，他们被迫返回。随后，格罗希奇转会到塔塔班亚。
国家队进入了衰退期，但在格罗希奇的带领下参加了1958年和1962年的世界杯。当他在1962年赛季结束后被匈牙利共产党体育部禁止转会到费伦茨瓦罗斯后，他退役了。格罗希奇总共为国家队踢了86场比赛。他参加了390场匈牙利甲级联赛。2011年，塔塔班亚足球场以他的名字命名。

## 比赛风格
格罗希奇被认为是”清道夫门将“的滥觞，即门将在需要时可以充当额外的后卫。这也使得他的队友可以在对手的半场深处进行压迫，加上格罗希奇愿意出来挑战对方的攻击者，使他们错过了射门的机会。

## 晚年生活

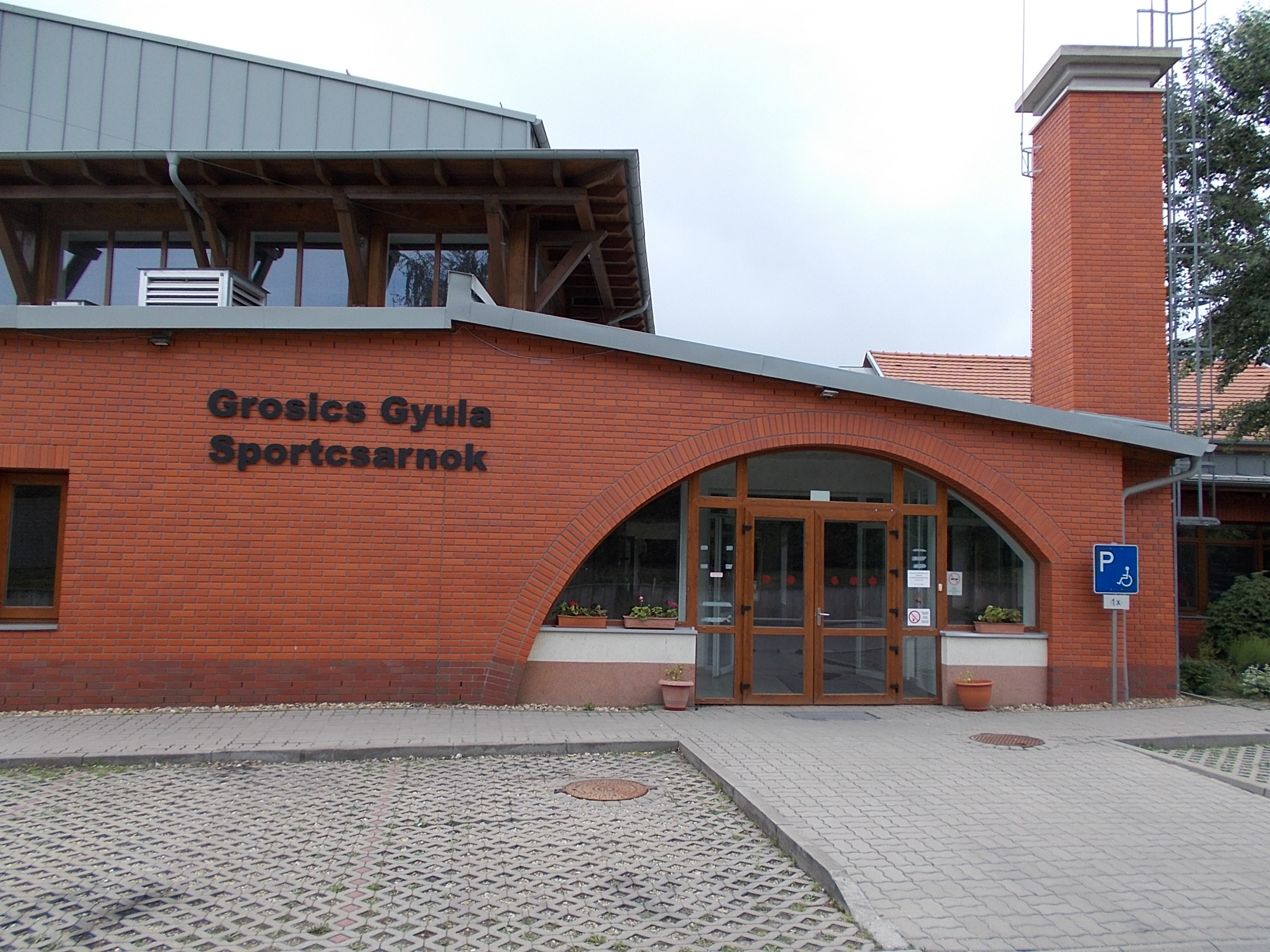
位于佩斯州的格罗希奇·久洛体育馆

退役后，格罗希奇进入了教练队伍。在他的职业生涯中，他在几支匈牙利球队和科威特国家队担任过职务。当匈牙利在1990年成为一个民主国家时，格罗希奇在匈牙利民论党下竞选议员，但没有成功。
2008年，格罗希奇获得了为费伦茨瓦罗斯效力的机会，在被禁止与他们签约的46年后。82岁的格罗希奇在对阵谢菲尔德联队的一场友谊赛中表演了开球。随后他被替换下场，观众起立鼓掌。
格罗希奇在患有心脏和肺部问题后于2014年6月13日去世。享年88岁。

## 荣誉

### 团队

#### 布达佩斯捍卫者
- 匈牙利足球甲级联赛冠军：1950, 1952, 1954, 1955

#### 匈牙利国家队

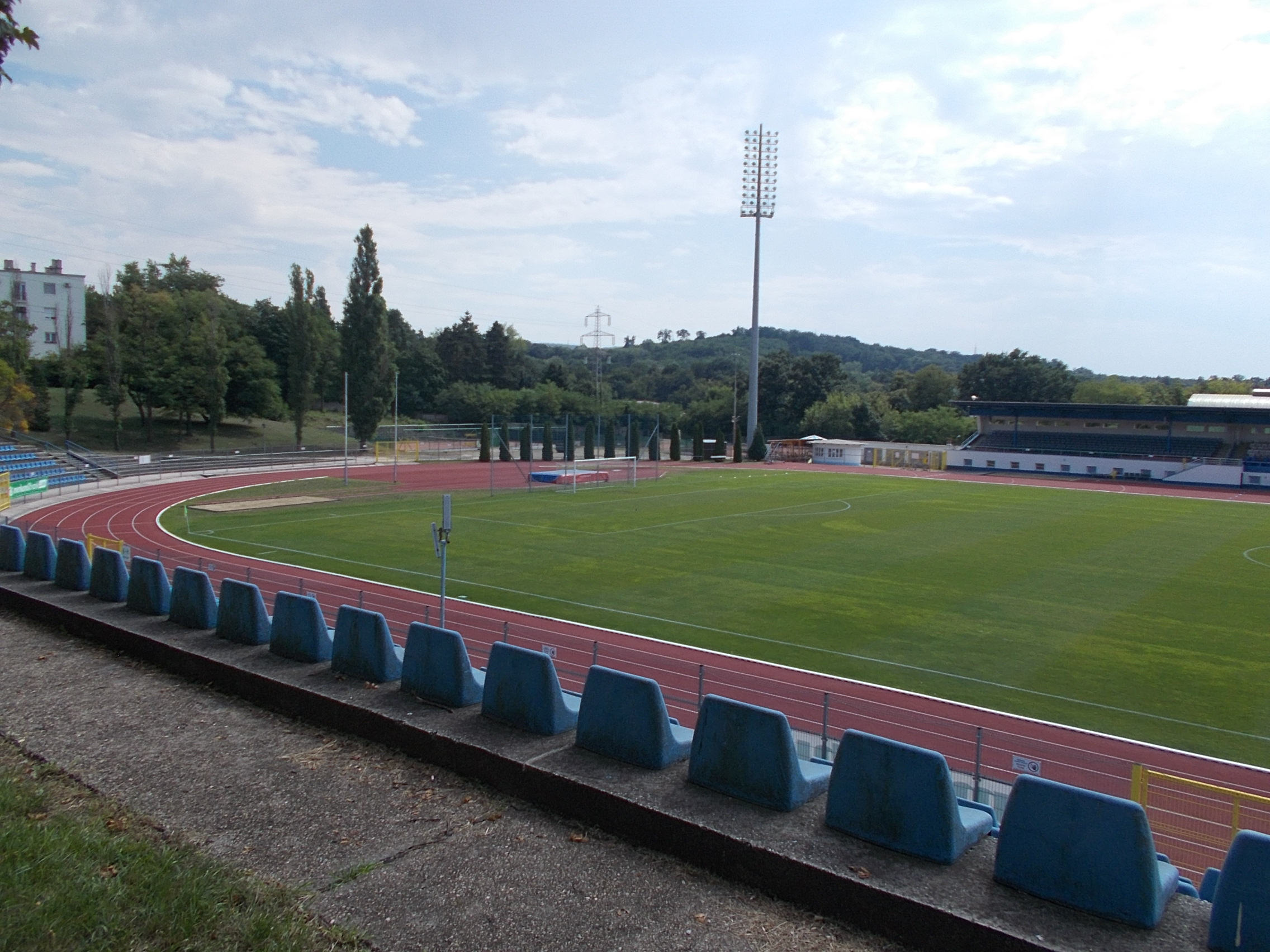
位于陶陶巴尼奥的格罗希奇足球场

- 巴尔干杯：1947
- 奥运会冠军：1952
- 中欧国际杯：1953
- 世界杯亚军：1954

### 个人
- 匈牙利足球总会年度最佳球员：1949，1950
- 世界杯最佳阵容：1954
- 《世界足球》年度最佳阵容：1960，1961[12]